# Chiharu Shida
Chiharu Shida (japanisch 志田 千陽; * 29. April 1997 in Hachirogata, Präfektur Akita) ist eine japanische Badmintonspielerin.

## Karriere
Shida gab ihr internationales Debüt bei den Osaka International 2013. Bei den Juniorenweltmeisterschaften und Juniorenasienmeisterschaften war sie 2014 Teil der japanischen Mannschaft, die jeweils die Bronzemedaille erspielen konnte. Im folgenden Jahr konnte Shida erneut mit der japanischen Auswahl bei der Asienmeisterschaft der Junioren das Podium erreichen und wurde auch im Damendoppel mit Nami Matsuyama Dritte. Bei den Juniorenweltmeisterschaften 2015 konnte sie sowohl mit Matsuyama als auch mit Shuto Morioka den dritten Platz erreichen.
Ihren ersten internationalen Turniersieg bei Erwachsenenwettkämpfen konnte Shida im Damendoppel an der Seite von Yuki Fukushima bei den Vietnam International 2016 erzielen und im selben Jahr ins Finale der Spanish International 2016 einziehen. Ab 2017 trat sie auch bei Erwachsenenturnieren mit Matsuyama an und konnte den Smiling Fish 2017 in Thailand gewinnen. Im nächsten Jahr zog Shida im Gemischten Doppel mit Yunosuke Kubota in ihrem Heimatland ins Finale des Osaka International 2018 ein, erreichte im Doppel bei vier Wettbewerben der BWF World Tour das Endspiel und konnte bei den Chinese Taipei Open 2018 auch ihren ersten Titel in der Turnierserie erspielen. Neben zwei weiteren Finalteilnahmen siegte sie 2019 bei den US Open und den Korea Masters. 2020 konnte Shida als Teil der japanischen Nationalmannschaft beim Mannschaftswettbewerb Asienmeisterin werden. Im Folgejahr konnte sie mit dem Team beim Uber Cup 2020 und dem Sudirman Cup 2021 ins Endspiel einziehen, wo sie jeweils gegen die chinesische Auswahl unterlagen. Außerdem konnte sie im Jahr 2021 im Damendoppel mit Matsuyama die renommierten Indonesian Masters 2021 und Indonesia Open 2021 gewinnen. Bei den BWF World Tour Finals 2021 scheiterte sie im Finale an den Koreanern Kim So-young und Kong Hee-Yong. 2022 triumphierte das Duo bei dem traditionsreichsten Turnier in Großbritannien, den All England Open Championships, bei den Thailand Open und den Indonesia Open. Bei den Olympischen Spielen 2024 in Paris gewann sie gemeinsam mit Nami Matsuyama die Bronzemedaille.

## Sportliche Erfolge
| Jahr | Veranstaltung                   | Platz | Disziplin   |
| ---- | ------------------------------- | ----- | ----------- |
| 2014 | Juniorenweltmeisterschaft 2014  | 3.    | Mannschaft  |
| 2014 | Juniorenasienmeisterschaft 2014 | 3.    | Mannschaft  |
| 2015 | Juniorenasienmeisterschaft 2015 | 3.    | Mannschaft  |
| 2015 | Juniorenasienmeisterschaft 2015 | 3.    | Damendoppel |
| 2015 | Juniorenweltmeisterschaft 2015  | 3.    | Damendoppel |
| 2015 | Juniorenweltmeisterschaft 2015  | 3.    | Mixed       |
| 2016 | Vietnam International 2016      | 1.    | Damendoppel |
| 2016 | Spanish International 2016      | 2.    | Damendoppel |
| 2017 | Smiling Fish 2017               | 1.    | Damendoppel |
| 2018 | Singapore Open 2018             | 2.    | Damendoppel |
| 2018 | Akita Masters 2018              | 2.    | Damendoppel |
| 2018 | Vietnam Open 2018               | 2.    | Damendoppel |
| 2018 | Indonesian Masters 2018         | 2.    | Damendoppel |
| 2018 | Chinese Taipei Open 2018        | 1.    | Damendoppel |
| 2018 | Osaka International 2018        | 2.    | Mixed       |
| 2019 | Spain Masters 2019              | 2.    | Damendoppel |
| 2019 | Swiss Open 2019                 | 2.    | Damendoppel |
| 2019 | US Open 2019                    | 1.    | Damendoppel |
| 2019 | Korea Masters 2019              | 1.    | Damendoppel |
| 2020 | Asienmeisterschaft 2020         | 1.    | Mannschaft  |
| 2021 | Uber Cup 2020                   | 2.    | Mannschaft  |
| 2021 | Sudirman Cup 2021               | 2.    | Mannschaft  |
| 2021 | Indonesian Masters 2021         | 1.    | Damendoppel |
| 2021 | Indonesia Open 2021             | 1.    | Damendoppel |
| 2021 | BWF World Tour Finals 2021      | 2.    | Damendoppel |
| 2022 | All England 2022                | 1.    | Damendoppel |
| 2022 | Thailand Open 2022              | 1.    | Damendoppel |
| 2022 | Indonesia Open 2022             | 1.    | Damendoppel |
| 2024 | Olympische Spiele 2024          | 3.    | Damendoppel |